# Terry Camilleri (Schiedsrichter)
Terry Camilleri (* 19. Januar 1974) ist ein maltesischer professioneller Schiedsrichter der Billardvariante Snooker. 

## Leben
Terry Camilleri ist selbst aktiver Snookerspieler mit einem höchsten Break von 70. Er erwarb seine Schiedsrichterlizenz 1990 und sein erstes professionelles Spiel, das er leitete, war 2001 eine Begegnung zwischen Peter Ebdon und Tony Drago, einem der wenigen maltesischen Profispieler. Das erste von ihm geleitete Finale war das des Malta Cups 2007 mit den Finalisten Shaun Murphy und Ryan Day. Bislang hat er sechs Finals geleitet, beim Malta Cup 2007 und 2008, beim Shanghai Masters 2008, bei den Welsh Open 2012 und 2018 und beim Masters 2013. In den von ihm geleiteten Spielen wurden bislang (2023) sechs Maximum Breaks gespielt.} 
Als seine Hobbys nennt er Fußball (Manchester United), Autos und Heimwerken, bei seinen Einsätzen als Schiedsrichter hat er zwei Ballmarker, eine Münze und eine Gebetskarte in seiner Tasche.

## Geleitete Finale

### Ranglistenturniere
- Malta Cup 2007
- Welsh Open 2012, 2016, 2018
- China Open 2014
- UK Championship 2014
- Players Championship 2019
- Turkish Masters 2022
- European Masters 2022/2
- German Masters 2023

### Einladungsturniere
- Masters 2013